# Unterseeboot UB-54
Pour les autres navires du même nom, voir Unterseeboot 54.
L'Unterseeboot UB-54 est un sous-marin (U-Boot) allemand de type UB III utilisé par la Kaiserliche Marine pendant la Première Guerre mondiale. Il est mis en service dans la flottille des Flandres de la marine impériale allemande le 12 juin 1917.
Le sous-marin a effectué 6 patrouilles pendant la guerre et coulé 14 navires pour une perte totale de 7200 tonnes de jauge brute (TJB). Il opéra dans le cadre de la flottille des Flandres basée à Zeebruges. L'UB-54 a apparemment été coulé le 11 mars 1918 à 53° 15′ N, 0° 45′ E par les destroyers britanniques HMS Sturgeon, Thruster et Retriever à coups de grenades anti-sous-marines. Tous l’équipage a été perdu.

## Conception
Comme tous les sous-marins de type UB III, l'UB-54 avait un déplacement de 516 tonnes en surface et de 646 tonnes en immersion. Ses moteurs lui permettaient de naviguer à 13,4 nœuds (24,8 km/h) en surface et à 7,8 nœuds (14,4 km/h) en immersion. Il avait une autonomie de 9020 milles marins (16710 km) à sa vitesse de croisière. L'UB-54 transportait 10 torpilles et était armé d’un canon de pont de 8,8 cm. L'UB-54 avait un équipage pouvant compter jusqu’à 3 officiers et 31 hommes. 

## Carrière
L'UB-54 a été commandé le 20 mai 1916. Il a été construit par AG Weser à Brême. Après un peu moins d’un an de construction, il a été lancé à Brême le 18 avril 1917. L'UB-54 a été mis en service plus tard la même année sous le commandement de l'Oberleutnant zur See Egon von Werner.

## Affectations
- Flottilles des Flandres : du 8 août 1917 au 31 mars 1918

## Commandants
- Oberleutnant zur See Egon von Werner : du 12 juin 1917 au 7 février 1918
- Oblt.z.S. Erich Hecht : du 8 février au 31 mars 1918

## Navires coulés
| Date             | Nom               | Nationalité    | Tonnage | Destin. |
| ---------------- | ----------------- | -------------- | ------- | ------- |
| 20 août 1917     | HMS Vala          | Royal Navy     | 1016    | Coulé   |
| 25 août 1917     | Frigga            | Norvège        | 1,046   | Coulé   |
| 13 décembre 1917 | Chili             | France         | 1318    | Coulé   |
| 20 décembre 1917 | Noris             | Norvège        | 583     | Coulé   |
| 21 décembre 1917 | Orne              | France         | 928     | Coulé   |
| 23 décembre 1917 | Ragna             | Norvège        | 1747    | Coulé   |
| 27 janvier 1918  | Nr. 14            | Belgique       | 26      | Coulé   |
| 29 janvier 1918  | De Julia          | Belgique       | 13      | Coulé   |
| 29 janvier 1918  | De Twee Marcels   | Belgique       | 13      | Coulé   |
| 29 janvier 1918  | H. Debra Huysseme | Belgique       | 46      | Coulé   |
| 29 janvier 1918  | Jean Mathilde     | Belgique       | 12      | Coulé   |
| 29 janvier 1918  | Le Jeune Arthur   | Belgique       | 25      | Coulé   |
| 29 janvier 1918  | Marie             | Belgique       | 16      | Coulé   |
| 30 janvier 1918  | Ferryhill         | United Kingdom | 411     | Coulé   |